# Leigh (Surrey)
Leigh is een civil parish in het bestuurlijke gebied Mole Valley, in het Engelse graafschap Surrey met 943 inwoners.